# Кюрзон, Анри де
Анри де Кюрзон (фр. Henri Emmanuel Parent de Curzon; 6 июля 1861, Гавр — 25 февраля 1942) — французский музыкальный критик, журналист, писатель и переводчик. Сын Альфреда де Кюрзона.
Учился в Школе хартий, затем работал в Государственном архиве Франции. Автор вышедших отдельными изданиями биографий Андре Гретри (1907), Жака Мейербера (1910), Джоакино Россини (1920), Габриэля Форе (1923), Эрнеста Рейера (1924) и Лео Делиба (1926), ряда публикаций по истории французского оперного театра. Перевёл на французский язык и снабдил комментариями том писем Вольфганга Амадея Моцарта и сборник критических статей Роберта Шумана; перевёл также несколько рассказов Э. Т. А. Гофмана. В 1905—1914 годах соредактор франко-бельгийского журнала Le guide musical.